# 歌マクロス スマホDeカルチャー
歌マクロス スマホDeカルチャー（うたマクロス スマホデカルチャー）は、DeNAより配信されていたスマートフォン向けアプリケーションゲーム。ジャンルはリズムゲーム。2017年8月3日サービス開始。基本プレイ無料（アイテム課金制）。
2022年6月28日をもってサービスを終了した。

## 概要
「マクロスシリーズ」のゲーム作品の多くは可変戦闘機（バルキリー）を操縦するシューティングゲームであり、その演出要素として作中歌が挿入されていた。本作は「マクロス初のリズムゲーム」と銘打ち、歴代の歌い手たちの3Dモデルが歌い踊る映像にあわせてゲームが展開する。プレイの基本ルールは、画面奥から降ってくる4列のリズムノーツにあわせて画面をタップするオーソドックスなもので、アニメ本編のライブシーンを再現する背景やキャラクターの振り付け、新録のセリフなどが用意されている。

## 履歴
- 2016年3月21日 DeNAによるマクロスのゲームアプリ開発を発表[5]。
- 2016年8月28日 テレビアニメ『マクロスΔ』番組内CMにてゲームタイトルと内容を発表[6]。
- 2017年1月28日、29日 ワルキューレ2ndライブ「ワルキューレがとまらない」（横浜アリーナ）にて体験プレイ会を実施。
- 2017年5月15日 配信開始時期を「2017年春予定」から「2017年夏予定」に変更[7]。
- 2017年6月22日 - 6月29日 Android端末を対象にクローズドβテスト実施（先着5000名+追加5000名）[8]。
- 2017年7月7日 事前登録開始、キャンペーン実施[9]。
- 2017年8月3日 配信開始[2]。
- 2017年8月22日 100万ダウンロード達成[10]。
- 2017年11月28日 150万ダウンロード突破[11]。
- 2018年3月2日 200万ダウンロード突破[12]。
- 2022年4月27日 サービス終了を発表。
- 2022年6月28日 同日15時をもってサービス終了。

## 登場人物

### 歌姫
| 名前               | 声優       | 歌             | 出典               |
| ------------------ | ---------- | -------------- | ------------------ |
| リン・ミンメイ     | 飯島真理   | 飯島真理       | 超時空要塞マクロス |
| 熱気バサラ         | 神奈延年   | 福山芳樹       | マクロス7          |
| ミレーヌ・ジーナス | 平野綾     | チエ・カジウラ | マクロス7          |
| シェリル・ノーム   | 遠藤綾     | May'n          | マクロスF          |
| ランカ・リー       | 中島愛     | 中島愛         | マクロスF          |
| 美雲・ギンヌメール | 小清水亜美 | JUNNA          | マクロスΔ          |
| フレイア・ヴィオン | 鈴木みのり | 鈴木みのり     | マクロスΔ          |
| カナメ・バッカニア | 安野希世乃 | 安野希世乃     | マクロスΔ          |
| レイナ・プラウラー | 東山奈央   | 東山奈央       | マクロスΔ          |
| マキナ・中島       | 西田望見   | 西田望見       | マクロスΔ          |

### パイロット
| 名前                             | 声優              | 搭乗機      | 出典               |
| -------------------------------- | ----------------- | ----------- | ------------------ |
| 一条輝                           | 野島健児          | VF-1J       | 超時空要塞マクロス |
| 一条輝                           | 野島健児          | VF-1D       | 超時空要塞マクロス |
| 一条輝                           | 野島健児          | VF-1S       | 超時空要塞マクロス |
| マクシミリアン・ジーナス         | 速水奨            | VF-1J       | 超時空要塞マクロス |
| マクシミリアン・ジーナス         | 速水奨            | VF-1A       | 超時空要塞マクロス |
| ミリア・ファリーナ               | 竹田えり          | VF-1J       | 超時空要塞マクロス |
| マックス & ミリア                | 速水奨 & 竹田えり | VF-1D       | 超時空要塞マクロス |
| イサム・ダイソン                 | 山崎たくみ        | YF-19       | マクロスプラス     |
| イサム・ダイソン                 | 山崎たくみ        | VF-19EF/A   | マクロスプラス     |
| ガルド・ゴア・ボーマン           | 大塚明夫          | YF-21       | マクロスプラス     |
| 熱気バサラ                       | 神奈延年          | VF-19改     | マクロス7          |
| ガムリン・木崎                   | 子安武人          | VF-17D      | マクロス7          |
| ガムリン・木崎                   | 子安武人          | VF-17S      | マクロス7          |
| ガムリン・木崎                   | 子安武人          | VF-22S      | マクロス7          |
| ミレーヌ・ジーナス               | 平野綾            | VF-11MAXL改 | マクロス7          |
| 早乙女アルト                     | 中村悠一          | VF-25F      | マクロスF          |
| 早乙女アルト                     | 中村悠一          | YF-29       | マクロスF          |
| ブレラ・スターン                 | 保志総一朗        | VF-27γ      | マクロスF          |
| ルカ・アンジェローニ             | 福山潤            | RVF-25      | マクロスF          |
| オズマ・リー                     | 小西克幸          | VF-25S      | マクロスF          |
| ミハエル・ブラン                 | 神谷浩史          | VF-25G      | マクロスF          |
| S.M.S隊員                        | -                 | VF-25A      | マクロスF          |
| ハヤテ・インメルマン             | 内田雄馬          | VF-31J      | マクロスΔ          |
| ハヤテ・インメルマン             | 内田雄馬          | VF-31AX     | マクロスΔ          |
| チャック・マスタング             | 川田紳司          | VF-31E      | マクロスΔ          |
| メッサー・イーレフェルト         | 内山昂輝          | VF-31F      | マクロスΔ          |
| ミラージュ・ファリーナ・ジーナス | 瀬戸麻沙美        | VF-31C      | マクロスΔ          |
| ミラージュ・ファリーナ・ジーナス | 瀬戸麻沙美        | Sv-262Ba    | マクロスΔ          |
| アラド・メルダース               | 森川智之          | VF-31S      | マクロスΔ          |
| キース・エアロ・ウィンダミア     | 木村良平          | Sv-262Hs    | マクロスΔ          |
| ボーグ・コンファールト           | KENN              | Sv-262Ba    | マクロスΔ          |
| ロイド・ブレーム                 | 石川界人          | Sv-262Hs    | マクロスΔ          |
| テオ・ユッシラ                   | 峰岸佳            | Sv-262Ba    | マクロスΔ          |

## 収録楽曲
『超時空要塞マクロス』から『マクロスΔ』まで、各作品の楽曲を収録。